# Tuili
Tuili – miejscowość i gmina we Włoszech, w regionie Sardynia, w prowincji Sud Sardegna.
Według danych na rok 2004 gminę zamieszkiwało 1185 osób, 49,4 os./km². Graniczy z Barumini, Gesturi, Las Plassas, Pauli Arbarei, Setzu i Turri.